# Alan Alborn
Alan Jacob Alborn (* 13. Dezember 1980 in Anchorage, Alaska) ist ein ehemaliger US-amerikanischer Skispringer.

## Werdegang
Im Zeitraum von 2001 bis 2017 war er US-Rekordhalter im Skifliegen mit einem Flug von 221,5 m (Planica, Slowenien). Über viele Jahre hinweg war Alborn der bedeutendste Skispringer der USA und sechs Jahre lang Mitglied der Nationalmannschaft.
Alborn war bereits im Alter von erst 17 Jahren Teilnehmer der Olympischen Spiele 1998 in Nagano und nahm im Jahre 2002 Jahre an seinen zweiten Olympischen Spielen in Salt Lake City teil.
Im Weltcup war die Saison 2001/02 mit einem 20. Platz im Gesamtklassement seine erfolgreichste. Im März 2003 musste er aufgrund von anhaltenden Knieproblemen und -operationen zunächst zurücktreten. Dennoch startete er in der Wintersaison 2004/05 ein Comeback, wurde aber durch eine erneute Knieverletzung zurückgeworfen. In den folgenden Jahren konnte er nicht mehr an frühere Erfolge anknüpfen und kämpfte ständig um Anschluss. 2006 nahm er in Turin an seinen dritten Olympischen Spielen teil. Nach der Saison 2006/07 beendete er seine Karriere endgültig.
Inzwischen arbeitet er als offizieller FIS Schneekontrolleur.

## Statistik

### Weltcup-Platzierungen
| Saison  | Platz | Punkte |
| ------- | ----- | ------ |
| 1998/99 | 58.   | 021    |
| 1999/00 | 54.   | 034    |
| 2000/01 | 55.   | 042    |
| 2001/02 | 20.   | 263    |
| 2002/03 | 63.   | 017    |
| 2004/05 | 91.   | 001    |
| 2005/06 | 76.   | 005    |

### Schanzenrekorde
| Ort       | Land    | Weite               | aufgestellt am    | Rekord bis        |
| --------- | ------- | ------------------- | ----------------- | ----------------- |
| Engelberg | Schweiz | 137,0 m (HS: 137 m) | 15. Dezember 2001 | 20. Dezember 2003 |